# ديفيد ووربك
ديفيد ووربك (بالإنجليزية: David Warbeck)‏ هو عارض وممثل نيوزلندي، ولد في 17 نوفمبر 1941 في نيوزيلندا، وتوفي في 23 يوليو 1997 بلندن في المملكة المتحدة بسبب سرطان.

## أعمال

### أفلام
- (1981) الجحيم

## وصلات خارجية
- ديفيد ووربك على موقع IMDb (الإنجليزية)
- ديفيد ووربك على موقع روتن توميتوز (الإنجليزية)
- ديفيد ووربك على موقع أول موفي (الإنجليزية)
- ديفيد ووربك على موقع قاعدة بيانات الأفلام السويدية (السويدية)
- ديفيد ووربك على موقع قاعدة بيانات الفيلم (الإنجليزية)